# Berenice Bento
Berenice Alves de Melo Bento (Campina Grande, 1966) é uma socióloga e escritora brasileira, professora da Universidade de Brasília.

## Vida
Berenice Bento é graduada em Ciências Sociais pela Universidade Federal de Goiás (1994). É mestra em Sociologia pela Universidade de Brasília (1998) e doutora pela mesma universidade (2003).
Sua atividade de pesquisa concentra-se em temas relacionados a gênero, sexualidade e direitos humanos. Foi considerada "uma referência incontornável para os estudos recentes de gênero no campo das ciências sociais".
Lecionou na Universidade Federal do Rio Grande do Norte (2009-2017), onde coordenou o Núcleo de Estudos Interdisciplinares em Diversidade Sexual, Gêneros e Direitos Humanos (2010-2013). Desde 2017 é docente da Universidade de Brasília.
Suas atividades de ensino, pesquisa e extensão estão articuladas com sua inserção no debate político nacional e internacional em torno dos Direitos Humanos, numa perspectiva interseccional.
É membro do corpo editorial e articulista de várias revistas acadêmicas. É também colaboradora da revista Cult, desde 2015.
Foi Secretária Geral da Associação Brasileira de Estudos da Homocultura - ABEH (2008) e Coordenadora Geral do I Seminário Internacional Desfazendo Gênero (2013).

## Conceitos

#### Dispositivo da transexualidade
Berenice Bento se utiliza do conceito de dispositivo da sexualidade de Foucault para problematizar a estrutura do discurso médico sobre transexualidade. Além de abordar como o dispositivo da transexualidade se organiza teoricamente a partir de estudos biologizantes e psicanalíticos, a autora realizou pesquisa de campo com pessoas transexuais no contexto hospitalar que demandavam a cirurgia de transgenitalização para analisar a operacionalidade desse dispositivo. Bento concluiu que o dispositivo da transexualidade explicita a heteronormatividade como matriz de inteligibilidade de gênero, classificando a experiência transexual como uma doença por meio do poder do discurso médico, respaldado por práticas jurídicas e por algumas concepções psicanalíticas. A socióloga entende que a transexualidade é um conflito identitário que contraria as normas de gênero e que a patologização da transexualidade se insere no campo da medicalização das condutas sexuais, em uma estratégia concebida por ela como assepsia de gênero, que intenciona assegurar a prática da heterossexualidade como norma.

#### Heteroterrorismo
A pesquisadora discute o conceito de heteroterrorismo, ao relatar o processo de socialização de crianças e adolescentes e mostrar que a escola é um espaço de replicação e monitoramento das normas de gênero. A ordem reproduzida nas escolas, segundo Bento (2011), enquadra-se na norma de gênero heterossexual, que de acordo com a autora é alcançada por meio da prática do heteroterrorismo. Para Bento, o heteroterrorismo não se limita aos espaços escolares, ela permeia, primeiramente, todo o ambiente domiciliar, desde o momento em que o gênero da criança é anunciado e se começa a ser reforçadas expressões como: “isso é coisa de menina" ou "meninos não choram". Todos esses atos heteroterroristas têm continuidade no espaço escolar. A formação subjetiva, portanto, não pode ser analisada sem considerar que os sujeitos são produzidos a partir do medo sistemático de serem reconhecidos ou confundidos como gays ou lésbicas.

#### Transfeminicídio
Sua análise da violência contra a população trans no Brasil redefine o conceito de feminicídio, que se originou de reflexões sobre o assassinato sistemático de mulheres cisgênero no México. Bento aponta que, com base em relatos de violência contra pessoas LGBTQI+ documentados no Brasil, percebe-se que as pessoas gays com performances mais femininas são mais propensas a serem alvo de algum tipo de ataque do que os gays não femininos, mostrando assim que a finalidade da violência é, antes de tudo, contra qualquer atribuição entendida pela sociedade como expressão da feminilidade. Além disso, há o sentimento de abjeção direcionado às identidades vistas como desviantes de gênero pela sociedade heteronormativa, ressaltando uma violência intensa sobre os corpos trans femininos. O transfeminicídio é descrito, portanto, como uma política disseminada, proposital e sistemática motivada pelo ódio e nojo à população de mulheres trans, travestis e/ou transexuais. Ao mesmo tempo, a sociológica aponta níveis de continuidade e comunicação sistêmica entre a violência contra as mulheres cis e as mulheres trans.

#### Necrobiopoder
Berenice Bento sugere o conceito de necrobiopoderpara analisar a violência do Estado contra os corpos abjetos. Para isso, ela estabelece uma reflexão sobre as concepções de biopolítica o (Foucault), de necropolítica (Mbembe) e de Homo Sacer (Agamben), ao mesmo tempo em que se distancia desses conceitos para afirmar que, na História do Brasil, não é possível pensar, separadamente, as noções de "dar a vida e dar a morte". Para ilustrar o funcionamento do conceito de necrobiopoder, a socióloga refere-se, à guisa de exemplos analíticos, à Lei do Ventre Livre, aprovada no Brasil em 28 de setembro de 1871, e que concebia as crianças nascidas de mães negras escravizadas como corpos libertos, mas mantinha as mães no regime de escravidão; aos autos de resistência, após o período de ditadura militar; e à política do medo, organizada através da disseminação do pânico social e da implementação de técnicas de vigilância. Segundo a autora, "o necrobiopoder unifica um campo de estudos que tem apontado atos contínuos do Estado contra populações que devem desaparecer e, ao mesmo tempo, políticas de cuidado da vida." Assim, ela propõe o conceito de necrobiopoder como "um conjunto de técnicas de promoção da vida e da morte a partir de atributos que qualificam e distribuem os corpos em uma hierarquia" segundo a qual alguns deles não são reconhecidos como humanos e, portanto, devem ser eliminados, enquanto outros devem viver.
então, define necrobiopoder como "um conjunto de técnicas de promoção da vida e da morte a partir de atributos que qualificam e distribuem os corpos em uma hierarquia que retira deles a possibilidade de reconhecimento como humanos e que, portanto, devem ser eliminados, e outros que devem viver” (BENTO, p. 7, 2018). Assim, a autora compreende que esse conjunto de técnicas são sistematizadas e racionalizadas para provocar a morte daqueles corpos que não são reconhecidos pelo Estado como dignos de habitarem o Estado-nação.

### Genocidade
Bento classifica genocidade como uma operação diferente do genocídio, que por sua vez, ela entende como atos de violência letal em grande escala que tem como objetivo final o extermínio de todos os indivíduos integrantes de um mesmo grupo humano específico. A genocidade funciona de outra maneira: é uma técnica microfísica da produção contínua da morte. A autora apresenta esse conceito ao analisar o conflito Israel x Palestina e afirma que a genocidade promovida pelo Estado israelense é uma técnica de fazer morrer distribuída em todo o tecido social da vida palestina. Segundo Bento a genocidade existe e se move no detalhe:
[...] no pequeno gesto do burocrata do Estado que nega permissões de mobilidade, nos controles militares nas barreiras, na fragmentação de famílias, na burocracia para se conseguir qualquer tipo de autorização (construção/reforma de casas, saída do país, direito de ir a um hospital), na presença ostensiva dos colonos (tipo de sujeitos que atualiza, na contemporaneidade, as práticas do Irgun e que são incentivados pelo Estado de Israel) que roubam terras, humilham e agridem palestinos/as. E assim, aqueles/as que se dizem donos/as da terra prometida transformam a vida dos/as verdadeiros donos/as em inferno. Um inferno que opera no detalhe.
A socióloga conclui sua linha de raciocínio apontando que é só quando a genocidade encontra o genocídio, ou seja, quando Israel executa grandes operações militares na Faixa de Gaza e na Cisjordânia contra o povo palestino que a grande mídia toma conhecimento do conflito existente na região. Em períodos onde não há grandes confrontos, com um grande número de baixas de vidas palestinas, é da genocidade que o Estado sionista israelense se utiliza para oprimir a população palestina cotidianamente.

## Prêmios
Em 2011, foi agraciada com o Prêmio Direitos Humanos, considerado "a mais alta condecoração do governo brasileiro a pessoas e entidades que se destacaram na defesa, na promoção e no enfrentamento e combate às violações dos Direitos Humanos no País". Recebeu o prêmio na categoria Igualdade de Gênero da presidenta Dilma Rousseff. A premiação de 2011 está associada à contribuição de Bento na compreensão e afirmação da transexualidade. Sobre essa temática, a socióloga afirmou: "Gênero e sexualidade são dimensões constitutivas das subjetividades e que são hegemonicamente naturalizadas. Acredito que este campo de estudos/ativismos tem contribuído para a desconstrução desta aparente natureza anistórica, mediante análises das configurações discursivas de determinadas épocas".

## Produção bibliográfica
- Sexualidades, gêneros e violência: estudos sociológicos. Natal: EdUFRN, 2019. ISBN 978-85-425-0919-9
- Transviad@s: gênero, sexualidade e direitos humanos. 1a. ed. Salvador: EDUFBA, 2017.  ISBN 978-85-232-1599-6
- Estrangeira: uma paraíba em Nova Iorque. São Paulo: Annablume, 2016.  ISBN 978-8539107926
- Homem não tece dor: queixas e perplexidades masculinas. Natal: EDUFRN, 2013.   ISBN 978-85-425-0022-6
- O que é transexualidade (Coleção Primeiros Passos). São Paulo: Brasiliense, 2008  ISBN 978-8511001242
- A reinvenção do corpo: gênero e sexualidade na experiência transexual. Garamond, 2006, 1a. edição; Natal: EDUFRN, 2014, 2a. edição. 3a. edição. Salvador: Devires, 2017.  ISBN 978-8593646072

### Participação em coletânea
- "Diferença sexual e abjeção: qual o gênero das pessoas escravizadas?". In:  CARVALHO, Mário de Faria;  PAIXÃO, André Luiz dos S. (orgs). Teoria queer e contextos sociais de aprendizagem doi:10.31560/pimentacultural/2023.97457 ISBN 9786559397457

## Outras produções
- Exposição: Palestina, Meu Amor (2021).[16]
- Exposição: Viagem aos Campos de Refugiados Saharauis (2020).[17]
- Documentário: SAHARAUI: Memória e Exílio (2020, 13').[18]